# Nymphaea ondinea
Nymphaea ondinea är en näckrosväxtart. Nymphaea ondinea ingår i släktet vita näckrosor, och familjen näckrosväxter.

## Underarter
Arten delas in i följande underarter:
- N. o. ondinea
- N. o. petaloidea